# Джон Донн
Джон Донн (англ. John Donne; 22 січня 1572, Лондон — 31 березня 1631) — англійський поет, найбільший представник метафізичного напряму. Автор низки любовних віршів, елегій, сонетів, епіграм, а також релігійних проповідей.

## Дещо про добу Джона Донна
Дослідники досі сперечаються, як означити добу, в яку жив і творив Донн. Кажуть про Пізнє Відродження в Англії, про бароко (твердження Йосипа Бродоського) і також маньєризм.
В історії було декілька країн, у яких різні стилістичні напрямки наклалися один на один через досить швидий розвиток країни. При цьому одні стильові системи прийшли з запізненням, інші — вчасно, що й породило суміш. У мистецтві Венеції XVI століття співіснували Пізнє Відродження (картини Тиціана, Веронезе) і маньєризм (Тінторетто, ранні твори Ель Греко) водночас. Тиціан боляче розставався з надбанням Високого Відродження, так і не перейшовши на позиції маньєризму до кінця життя. Усі портрети пензля Тінторетто належать Пізньому Відродженню. Але водночас, ніяк не схаменувшись, він творить релігійні й міфологічні картини з усіма ознаками маньєризму. Йому в цьому абсолютно наслідував Ель Греко у венеціанський період життя.
Схожа ситуація прослідковується і в літературі Англії на зламі XVI—XVII століть. Ранній Шекспір і Бен Джонсон (1573—1637) — це Відродження, Джон Донн (1572—1631) — маньєризм, хоча це люди однієї доби і майже одного покоління. Джон Донн молодший за Шекспіра лише на 8 років і майже одноліток Бена Джонсона.
Більшу ясність у проблему вносить В. Муравйов, що подав тлумачення маньєризму: «Маньєризм мав гостре, майже болюче відчуття історії (і плину часу). Не дивно, що початок історії мистецтв заснували художники-маньєристи… Літературу маньєризму відрізняє надзвичайна метафоричність у суміші із занадто зниженим оповіданням, гра зі словом (еквілібристика), жага до оксюморонів і антитез, гіперболи і гротеску. Притаманне маньєризму експериментальне змішування жанрів і використання засобів різних мистецтв відкрило шлях до оновлення існуючих жанрів і породило нові. Особливим досягненням маньєризму (в драмі) стало створення трагікомедії». Навіть у Шекспіра «Ромео і Джульєтта» починається як комедія, а закінчується як трагедія.

## Біографія

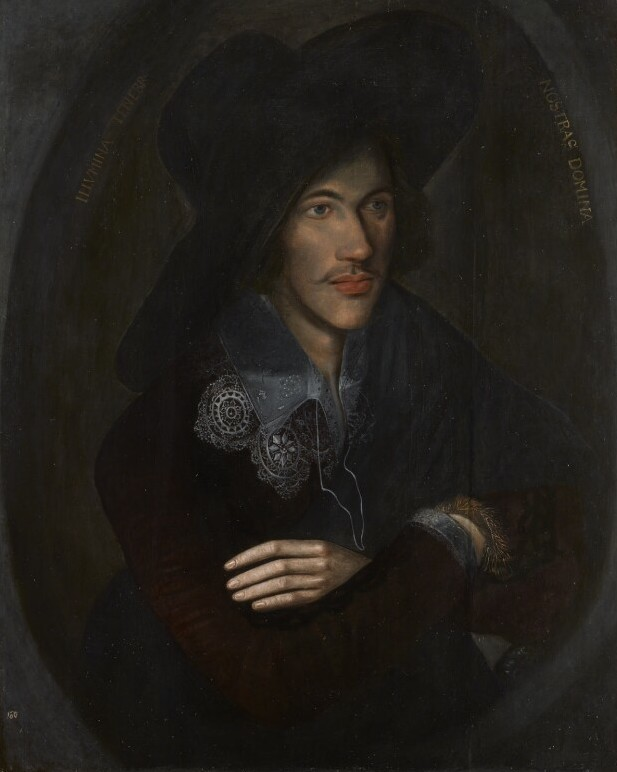
Джон Донн у молоді роки (близько 1595 року, Національна галерея (Лондон))

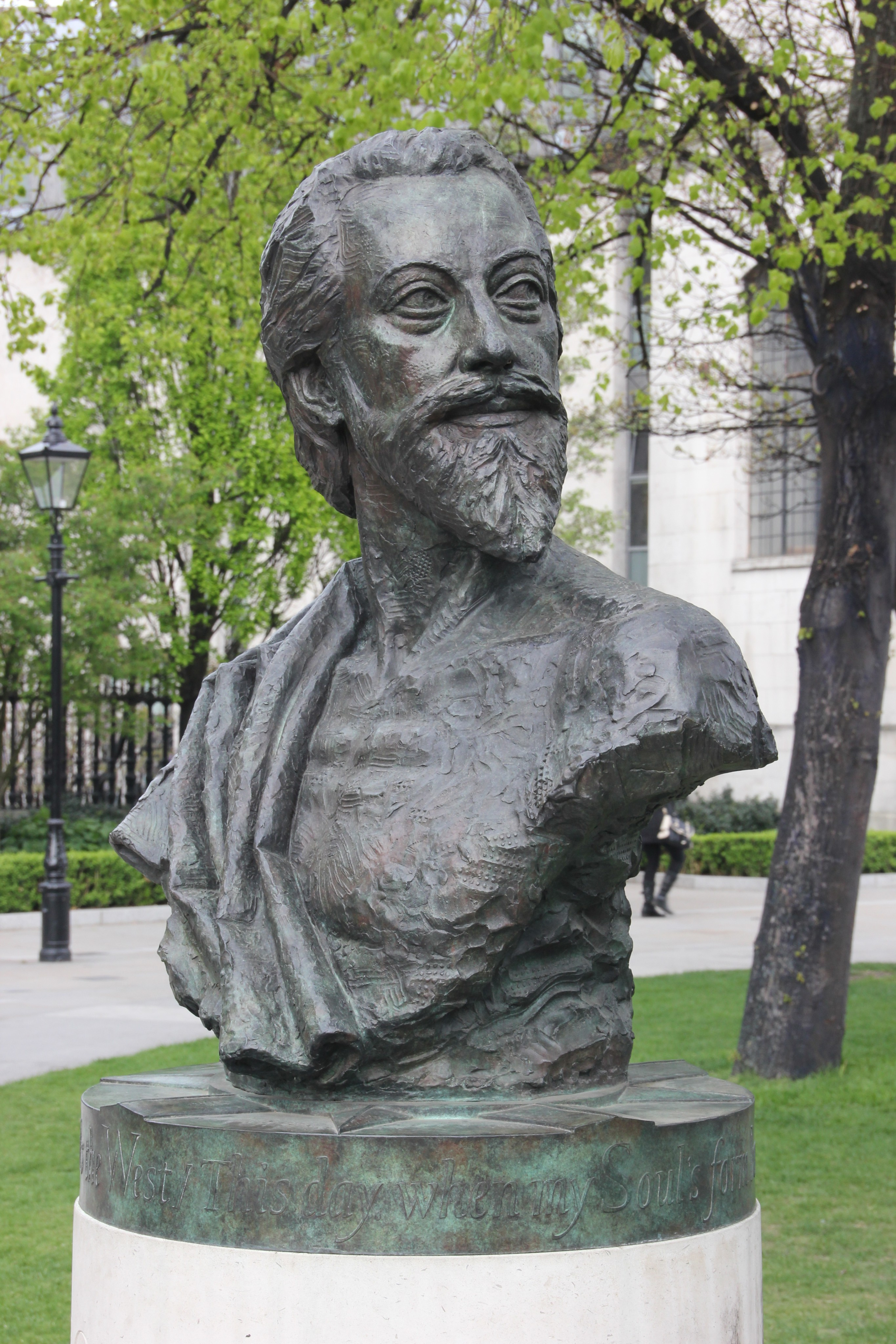
Бюст Джона Донна біля собору святого Павла в Лондоні (скульптор Метью Блек).

Джон Донн народився 22 січня 1572 року в католицькій родині і виховувався у дусі католицизму. Його мати, прямий нащадок сестри Томаса Мора, була молодшою дочкою Джона Хейвуда, драматурга і автора епіграм. Його батько, який, за словами першого біографа Донна, Ісаака Волтона, «походив із дуже давнього роду в Уельсі», був успішним лондонським купцем. Джону було чотири роки, коли помер його батько, і незабаром після цього його мати вийшла заміж за доктора Джона Сімінгса, який допоміг їй підняти дітей. Джон вчився в Оксфордському й Кембриджському університетах, але ані там, ані там не отримав диплома: в протестантській Англії діяли обмеження, введені для католиків.
У 1596—1597 роках Джон Донн подорожував європейським континентом, супроводжуючи графа Ессекса і Волтера Релі в військових операціях проти Іспанії. Вже тоді він писав успішно вірші, що розходились у рукописах. Джон Донн не мав великої прижиттєвої слави як поет, та й не ставив мети уславитися. Він не друкував свої вірші за життя — перше друковане видання побачило світ лише через 2 роки по смерті творця.
Як усіх молодих, його приваблював світ і подорожі. Є свідчення, що Донн подорожував Іспанією і дістався Італії. Потім повернувся в Англію, де влаштувався на роботу секретарем у впливового придворного, сера Томаса Еджертона, лорда-охоронця Великої печатки. Закохавшись у племінницю патрона, 17-річну Анну Мор, таємно і без дозволу родини узяв з нею шлюб. Коли Еджертон дізнався про це, то вигнав Донна і сприяв його арешту і ув'язненню. Звільнившись із в'язниці, Донн разом з Анною поселяється в маєтку її родичів у графстві Суррей. У цей же час поет, прагнучи поправити свій матеріальний стан, створює антикатолицький твір «Ignatius his Conclave». Джон Донн упродовж 10 років зазнавав безгрошів'я.

## Нові напрямки

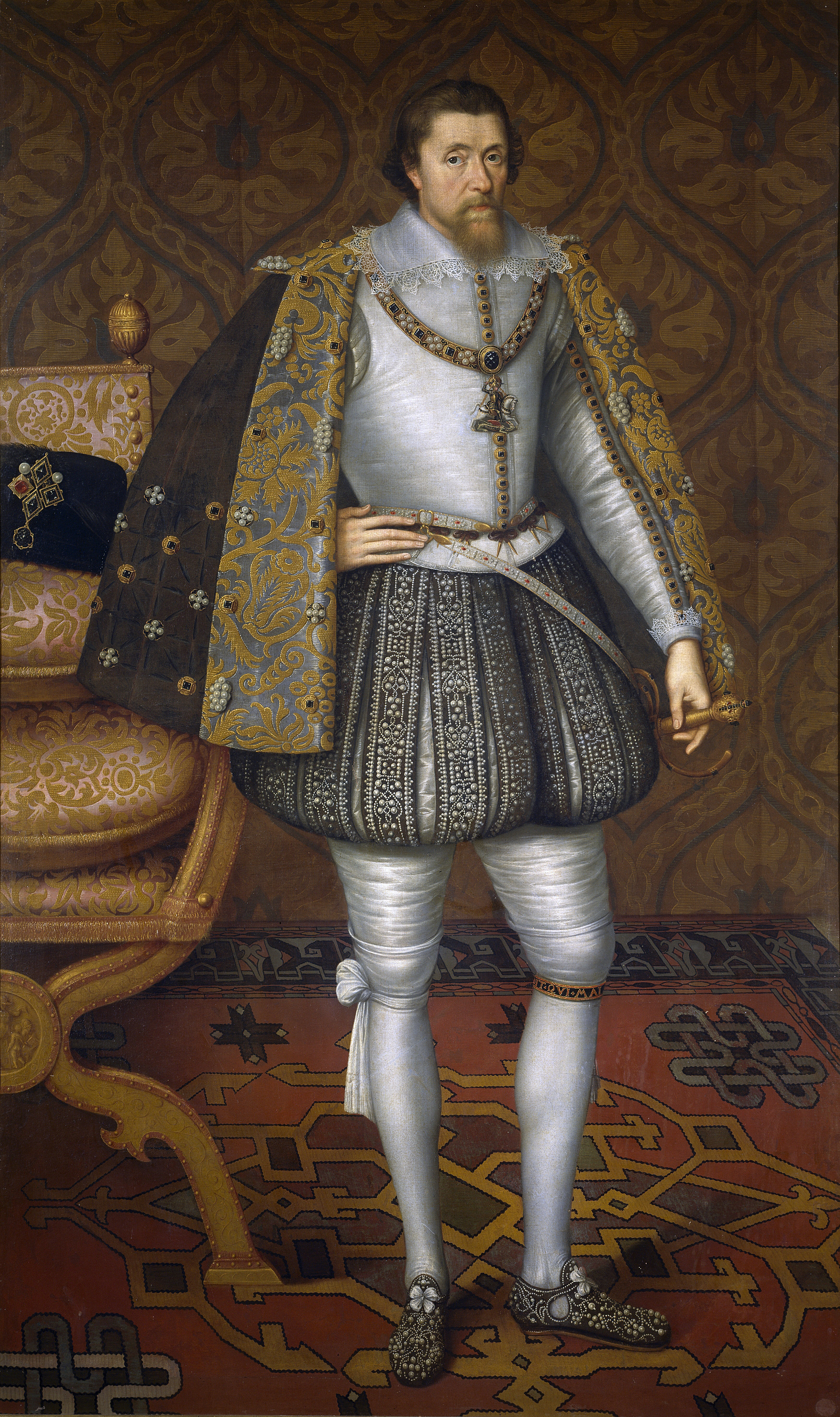
Яків І Стюарт (король Англії)

Лише у 1609 році багатий батько дружини Донна визнав законним їх шлюб. Джон багато займався богослов'ям. Його полемічні здібності забажав використати проти католиків сам Яків I (король Англії). Донн пішов на компроміс заради матеріального забезпечення себе і родини, погодився на перехід в англіканство. До того ж король прагнув бачити Джона проповідником-англіканцем, а тому забороняв надавати йому світські посади. Джон підкорився волі монарха. Його проповіді збирались послухати усі поціновувачі літератури і записували їх. Збережено близько 160 проповідей Джона Донна. Їх передав до друку син Джона, бо це теж література.
У 1611 році Донн створює «Анатомію світу», в 1612 році — «Розвиток душі».
Двічі (у 1601 і 1614) Донн стає депутатом парламенту. Його сім'я швидко зростає — протягом кількох років у Анни практично щорічно народжується по дитині. Джон Донн мав 12 дітей. У 1617 році Анна помирає після чергових пологів, і з того часу тон творів Донна стає похмурим.
У 1621 році Донн отримує чин настоятеля собору святого Павла в Лондоні.
Донн помер 31 березня 1631 року. Безпосередньо перед смертю він прочитав власну похоронну проповідь і заповів створити власний портрет-надгробок у савані.

## Посмертна слава
На честь Джона Донна названий кратер на Меркурії.
Серед перекладачів віршів Джона Донна в ХХ столітті — нобелівський лауреат Йосип Бродський.

### Проза
- Шість проповідей (1634)
- П'ятдесят проповідей (1649 р.)
- Парадокси, проблеми, реферати, персонажі (1652)
- Ессеї в божественності (1651 р.)
- Проповіді ніколи не були опубліковані (1661)
- Пороховий проповідник 1622 року Джона Донна (1996)
- Поклоніння після виникнення подій та дуелі смерті (1999)